# Einfacher Dienst
Der einfache Dienst (bis 1939: unterer Dienst) ist in Deutschland die unterste Laufbahngruppe innerhalb eines viergliedrigen Laufbahnsystems für Beamte.
Die Gesetzgebungskompetenz für die Laufbahnen der Beamten (mit Ausnahme der Bundesbeamten) liegt seit der Föderalismusreform 2006 bei den Ländern. Ein viergliedriges Laufbahnsystem existiert nur noch im Bund, in Brandenburg und im Saarland. In Baden-Württemberg, Hessen und Thüringen besteht ein dreigliedriges Laufbahnsystem; die Laufbahngruppe des einfachen Dienstes wurde abgeschafft. In Berlin, Bremen, Hamburg, Mecklenburg-Vorpommern, Nordrhein-Westfalen, Niedersachsen, Sachsen, Sachsen-Anhalt und Schleswig-Holstein bestehen zwei Laufbahngruppen, jedoch mit jeweils zwei Einstiegsebenen. Die Laufbahngruppen des einfachen und mittleren, die kein Hochschulstudium erfordern, sowie des gehobenen und höheren Dienstes, die ein Studium benötigen, wurden zusammengefasst. Das ehemalige Eingangsamt des einfachen Dienstes entspricht dem Ersten Einstiegsamt der Laufbahngruppe 1. Bayern und Rheinland-Pfalz unterscheiden keine Laufbahngruppen mehr; es bestehen aber vier Qualifikationsebenen bzw. Einstiegsämter. Das ehemalige Eingangsamt des einfachen Dienstes entspricht dort der ersten Qualifikationsebene bzw. dem ersten Einstiegsamt.
Soldaten der Bundeswehr in der Dienstgradgruppe und in den Laufbahnen der Mannschaften gehören nicht zum einfachen Dienst. Sie haben jedoch Dienstgrade, die in der Bundesbesoldungsordnung A den gleichen Besoldungsgruppen zugeordnet sind wie die Ämter des einfachen Dienstes.

## Bundesrecht
Im Bund bestehen in der Laufbahngruppe des einfachen Dienstes die Laufbahnen des einfachen nichttechnischen Verwaltungsdienstes und des einfachen technischen Verwaltungsdienstes. Mit Inkrafttreten der neuen Bundeslaufbahnverordnung (BLV) im Jahr 2009 wurde die Zahl der Laufbahnen reduziert. Die Laufbahnen des einfachen Dienstes wurden wie folgt überführt (Anlage 4 BLV):
- Einfacher nichttechnischer Verwaltungsdienst (neu):
  - Einfacher Zolldienst des Bundes
  - Einfacher nichttechnischer Dienst in der allgemeinen und inneren Verwaltung des Bundes
  - Amtsgehilfendienst in der Bundeswehrverwaltung
  - Einfacher Lagerverwaltungsdienst in der Bundeswehrverwaltung
- Einfacher technischer Verwaltungsdienst (neu):
  - Einfacher technischer Dienst bei der Museumsstiftung Post und Telekommunikation
  - Einfacher technischer Dienst bei der Bundesanstalt für Post und Telekommunikation Deutsche Bundespost
  - Einfacher technischer Dienst bei der Unfallkasse Post und Telekom
  - Einfacher technischer Dienst bei der Unfallversicherung Bund und Bahn

### Besoldung
Die Besoldung der Beamten des einfachen Dienstes richtet sich nach dem Bundesbesoldungsgesetz. Die Ämter des einfachen Dienstes sind in Anlage I des Bundesbesoldungsgesetzes den Besoldungsgruppen A 3 bis A 6 zugeordnet. Im Bund können bis zu 50 Prozent der Gesamtzahl der Planstellen des einfachen Dienstes der Besoldungsgruppe A 6 zugeordnet werden (Fn. 1 zu Besoldungsgruppe 6, Anlage I BBesG). Die Eingangsämter für Beamte sind in den Laufbahnen des einfachen Dienstes den Besoldungsgruppen A 2 (weggefallen 2020), A 3 oder A 4 zugeordnet (§ 23 Abs. 1 Nr. 1 BBesG). Das Eingangsamt in den Laufbahnen des einfachen Dienstes kann, wenn im Eingangsamt Anforderungen gestellt werden, die bei sachgerechter Bewertung zwingend die Zuweisung des Eingangsamtes zu einer anderen Besoldungsgruppe erfordern, der höheren Besoldungsgruppe zugewiesen werden, in die gleichwertige Ämter eingereiht sind (§ 24 Abs. 2 BBesG). Die Erfahrungszeit verkürzt sich in den Laufbahnen des einfachen Dienstes in den Stufen 5 bis 7 von vier auf drei Jahre (§ 27 Abs. 3 S. 2 BBesG). Beamte des einfachen Dienstes, die nach einer hauptberuflichen Tätigkeit in der Bundesverwaltung von mindestens einem Jahr vom Arbeitnehmerverhältnis in das Beamtenverhältnis übernommen worden sind und deren Nettobezüge danach geringer als die zuletzt im Arbeitnehmerverhältnis gewährten sind, können eine Übergangszahlung erhalten. Sie darf nur für Beamte in Laufbahnen vorgesehen werden, in denen der Nachwuchs in erheblichem Umfang aus dem Arbeitnehmerverhältnis gewonnen wird (§ 75 Abs. 1 BBesG).

### Zulassung zur Laufbahn
Für die Zulassung zu den Laufbahnen des einfachen Dienstes des Bundes sind mindestens zu fordern erstens als Bildungsvoraussetzung der erfolgreiche Besuch einer Hauptschule oder ein als gleichwertig anerkannter Bildungsstand und zweitens als sonstige Voraussetzung ein Vorbereitungsdienst oder eine abgeschlossene Berufsausbildung (§ 17 Abs. 2 BBG). Die abgeschlossene Berufsausbildung muss geeignet sein, die Befähigung für eine Laufbahn des einfachen Dienstes zu vermitteln (§ 18 BLV). Die Zuordnung von Abschlüssen zu einer Laufbahn des einfachen Dienstes orientiert sich an der Schulstatistik und der Berufsstatistik des Statistischen Bundesamtes (AVwV zur BLV: Zu den §§ 7 und 8). Im Bund sind keine Vorbereitungsdienste für den einfachen Dienst eingerichtet. Der Wechsel in eine andere Laufbahn derselben Laufbahngruppe setzt im einfachen Dienst für den Erwerb der Befähigung für die andere Laufbahn eine Qualifizierung von mindestens drei Monaten voraus (§ 22 Abs. 2 Nr. 1 BLV).
Seit dem Inkrafttreten der Verordnung zur Änderung der BLV und anderer laufbahnrechtlicher Vorschriften am 27. Januar 2017 (BGBl. I S. 89) können auch Beamte des einfachen Dienstes, die eine Berufsausbildung besitzen, für die jeweilige Laufbahn des mittleren Dienstes zugelassen werden. Berücksichtigungsfähig sind auch Berufsausbildungen, die vor Eintritt in den öffentlichen Dienst abgeschlossen wurden und bereits für die Anerkennung der Befähigung für die Laufbahn des einfachen Dienstes herangezogen worden waren (AVwV zur BLV: Zu § 24).
Bei Einstellung in ein höheres Amt als das Eingangsamt (§ 25 BLV) kann, wenn kein Vorbereitungsdienst absolviert wurde, das erste Beförderungsamt frühestens übertragen werden, wenn nach Erwerb der Bildungsvoraussetzungen im einfachen Dienst drei Jahre, hauptberufliche Tätigkeiten zurückgelegt wurden (Mindestzeiten für den Erwerb der Laufbahnbefähigung durch hauptberufliche Tätigkeiten sowie Zeiten einer Probezeit; AVwV zur BLV: Zu § 25).

### Amtsbezeichnungen
im Bundesbereich gelten folgende Amtsbezeichnungen (kursiv: wegfallend):
- A 2: Bundesbankoberamtsgehilfe, Justizwachtmeister, Oberamtsgehilfe, Technischer Oberamtsgehilfe, Zollwachtmeister
- A 3: Betriebsoberaufseher, Bundesbankhauptamtsgehilfe, Hauptamtsgehilfe, Justizoberwachtmeister, Postoberschaffner, Technischer Hauptamtsgehilfe, Zolloberwachtmeister, Museumshauptamtsgehilfe
- A 4: Amtsmeister, Betriebshauptaufseher, Bundesbankamtsmeister, Justizhauptwachtmeister, Posthauptschaffner, Postoberwart, Technischer Amtsmeister, Zollhauptwachtmeister, Fernmeldeoberwart, Museumsamtsmeister
- A 5/A 6: Betriebsassistent, Bundesbahnbetriebsassistent, Bundesbankoberamtsmeister, Erster Justizhauptwachtmeister, Erster Zollhauptwachtmeister, Oberamtsmeister, Postbetriebsassistent, Posthauptwart, Technischer Oberamtsmeister, Fernmeldehauptwart

## Tätigkeitsfelder
Die größten Tätigkeitsfelder für Beamte des einfachen Dienstes waren der Justizwachtmeisterdienst und die Zollverwaltung (letztere läuft seit 2005 aus), Tätigkeiten in allgemeinen und inneren Verwaltung (Amtsboten, Amtsgehilfen) und in den Betriebsverwaltungen von Bahn und Post (Postbote, Schrankenwärter, Schaffner, Busfahrer, Kontroll- und Aufsichtsdienst im öffentlichen Personennahverkehr).
Mittlerweile sind Beamte des einfachen Dienstes außerhalb der Justiz kaum noch anzutreffen, was auf technische Rationalisierungsmaßnahmen, einen Wandel der Aufgabenstellung und auf die Überführung klassischer Tätigkeitsfelder bei Post und Bahn in die Privatwirtschaft zurückzuführen ist. Schleswig-Holstein hob bis zum Jahr 2009 alle Justizwachtmeister in die Besoldungsgruppe A 6. In Nordrhein-Westfalen ist das Einstiegsamt für Justizwachtmeister seit dem 1. Juli 2016 der Besoldungsgruppe A 5 zugeordnet. Beamte im Justizwachdienst sind in der Regel dazu verpflichtet, Dienstkleidung zu tragen.
Beamte des einfachen Dienstes nehmen auch Aufgaben im Objektschutz und Sicherheitsdienst wahr.